# Sankt Wolfgang im Salzkammergut
Sankt Wolfgang im Salzkammergut è un comune austriaco di 2 822 abitanti nel distretto di Gmunden, in Alta Austria; ha lo status di comune mercato (Marktgemeinde).

## Geografia fisica
Sankt Wolfgang im Salzkammergut è situato sulle rive del lago Wolfgangsee, compreso nella regione naturalistica del Salzkammergut e alle pendici del monte Schafberg. Il territorio comunale è situato ai confini con il Salisburghese. Tra i comuni più vicini vi sono Sankt Gilgen e Strobl, sulla riva sud del lago e nello stato del Salisburghese. Oltre al Wolfgangsee sul territorio comunale è presente anche un piccolo lago, lo Schwarzensee, raggiungibile tramite una strada ed un sentiero.

## Origini del nome
L'origine del nome proviene da san Volfango, che nel X secolo fu vescovo di Ratisbona.

## Geografia antropica
Oltre al capoluogo, il comune di Sankt Wolfgang im Salzkammergut comprende le frazioni di Aschau, Au, Bürglstein, Graben, Mönichsreith, Radau, Rußbach, Schwarzenbach, Weinbach, Windhag e Wirling; è articolato in due comuni catastali, Sankt Wolfgang im Salzkammergut e Wolfgangthal. Le località di Ried e Falkenstein, contigue con Sankt Wolfgang im Salzkammergut, fanno invece parte di Sankt Gilgen; Ried ha uno scalo portuale lacustre, mentre Falkenstein è collegata tramite un sentiero a Winkl, altra frazione di Sankt Gilgen.

## Infrastrutture e trasporti

### Strade
Il paese è situato su una strada provinciale che termina a Falkenstein e che la collega alla strada statale 158 (Wolfgangsee Straße, Salisburgo-Bad Ischl), parte del tracciato Strada romantica austriaca.

### Ferrovie
In precedenza contava una stazione ferroviaria, sulla riva opposta del lago e collegata tramite traghetto, su una linea a scartamento ridotto, la Salzkammergut-Lokalbahn, chiusa negli anni 1960 e che collegava Salisburgo con Bad Ischl. Il paese conta comunque una stazione ferroviaria, situata di fronte al lago e capolinea di una piccola ferrovia turistica a vapore e cremagliera (Schafbergbahn), che raggiunge il monte Schafberg (1783 m s.l.m.) e conta altre due fermate: Schafbergalpe (1250 m s.l.m.) e Schafbergspitze (1736 m s.l.m.), costituite da un albergo e da un paio di chioschi.

### Porti
Una compagnia di traghetti lungo il Wolfgangsee lo collega con Sankt Gilgen e Strobl.